# Barbara Yelin
Barbara Yelin (Múnic, 26 de juliol de 1977) és una il·lustradora de còmics alemanya.
Va estudiar il·lustració a la Universitat de Ciències Aplicades d'Hamburg. Els dos primers llibres els va publicar a França, a l'editorial Editions de l'An 2|Actes Sud, amb els títols Le visiteur (2004) i Le retard (2006). Le visiteur és una història sobre la soledat i l'amistat a la infància. A Le retard, un grup d'amics de l'escola es retroba després d'uns anys a una casa de camp i recordant el passat en comú van aflorant les veritats. El primer còmic que va publicar a Alemanya, a l'editorial Reprodukt, va ser Gift (2010). És una novel·la gràfica sobre el cas criminal històric de l'assassina en sèrie Gesche Gottfried. Amb guió de Peer Meter, l'editorial Sins Entido la va editar en castellà l'any 2011 amb el títol Veneno.
L'any 2014, Barbara Yelin va publicar Irmina, una novel·la gràfica basada en una història familiar que explica la vida de la protagonista, Irmina, durant l'època del nacionalsocialisme. El 2015 Barbara Yelin va rebre el premi francès de creació femenina Artemisia per aquesta obra, que Astiberri Ediciones va editar en castellà l'any 2019 coincidint amb la 37 edició del Saló Internacional del Còmic de Barcelona. L'any 2017, Irmina també va estar nominada als premis Eisner de gran prestigi a la indústria nord-americana del còmic i als premis Ignatz.
El 2015, juntament amb l'autor Thomas von Steinacker, va crear el webcòmic Der Sommer ihres Lebens de 15 episodis. L'obra fa una reflexió sobre què és realment la felicitat a partir de la història de la protagonista, Gerda, una dona que viu en una residència per a la gent gran i recorda la seva joventut a la dècada de 1960. Dos anys més tard, el 2017, l'editorial Reprodukt va publicar la recopilació de tots els episodis amb el mateix títol.
Barbara Yelin també ha col·laborat en llibres infantils. L'any 2011 va il·lustrar els còmics d'art Kunst-Comic Albrecht Dürer i Kunst-Comic Vincent Van Gogh, de l'autora Mona Horncastle per a l'Editorial Prestel de Múnic. Dos còmics educatius sobre la vida dels artistes i la influència del seu art. El 2016, juntament amb l'autor Hermann Schulz, va publicar Lady Happy und der Zauberer von Ukerewe a l'editorial Aladin d'Hamburg. El llibre explica les vivències i aventures d'uns nens de l'illa Ukerewe, Tanzània.
Yelin ha publicat també regularment històries de còmic a Spring, una revista anual de còmics publicada per un grup d'il·lustradores. I ha participat en una antologia d'il·lustradores anomenada Pomme d'amour amb una història curta sobre l'amor.

## Obres (selecció)
Llibres
- Unsichtbar. Còmic documental amb Ursula Yelin. Reprodukt, 2019.
- Über Unterwegs. Recopilació de les publicacions mensuals al diari Der Tagesspiegel. Reprodukt, Berlín 2019, ISBN 978-3-95640-148-0.
- Das Wassergespenst von Harrowby Hall amb John Kendrick Bangs. De la sèrie Die Unheimlichen. Carlsen, Hamburg 2018, ISBN 978-3-551-71350-6.
- Der Sommer ihres Lebens amb Thomas von Steinaecker. Reprodukt, Berlín 2017, ISBN 978-3-95640-135-0.
- Vor allem eins: Dir selbst sei treu. Die Schauspielerin Channa Maron amb David Polonsky. Reprodukt, Berlín 2016, ISBN 978-3-95640-102-2.
- Irmina. Reprodukt, Berlín 2014, ISBN 978-3-95640-006-3.
- Riekes Notizen. Recopilació de tires còmiques de diari Frankfurter Rundschau. Reprodukt, Berlín 2013, ISBN 978-3-943143-51-5.
- Vincent Van Gogh amb Mona Horncastle. De la sèrie Kunst-Comic (còmic d'art). Prestel, Múnic 2011, ISBN 978-3-7913-7071-2.
- Albrecht Dürer amb Mona Horncastle. De la sèrie Kunst-Comic (còmic d'art). Prestel, Múnic 2011, ISBN 978-3-7913-7070-5.
- Gift amb Peer Meer. Reprodukt, Berlín 2010, ISBN 978-3-941099-41-8.
- Le retard. Editions de l'An 2, 2006, ISBN 978-2-84856-068-7.
- Le visiteur. Editions de l'An 2, 2004, ISBN 978-2-84856-029-8.

## Premis (selecció)
- Premi Max i Moritz 2016,[14] com a millor artista de còmic alemany.
- Premi Artemisia 2015[15] per la seva obra Irmina.